# Премія «Золота дзиґа» найкращому звукорежисерові
Премія «Золота дзиґа» найкращому звукорежисерові — одна з кінематографічних нагород, що надається Українською кіноакадемією в рамках Національної кінопремії «Золота дзиґа». Нагороду присуджують звукорежисерові фільму українського виробництва, починаючи з церемонії Другої національної кінопремії 2018 року. Першим переможцем у цій номінації став Сергій Степанський за фільм «Стрімголов» (реж. Марина Степанська).

## Переможці та номінанти
Нижче наведено список лауреатів, які отримали цю премію, а також номінанти. ★ Імена переможців виділені окремим кольором

## 2010-ті
| Церемонії   | Звукорежисер(и)                 | Фільм                                   | Режисер(и)                           |
| ----------- | ------------------------------- | --------------------------------------- | ------------------------------------ |
| 2-га (2018) | ★ Сергій Степанський            | «Стрімголов»                            | Марина Степанська                    |
| 2-га (2018) | • Антон Бржестовський           | «Кіборги»                               | Ахтем Сеітаблаєв                     |
| 2-га (2018) | • Сергій Степанський            | «Рівень чорного»                        | Валентин Васянович                   |
| 3-тя (2019) | ★ Сергій Степанський            | «Дике поле» / «DZIDZIO Перший раз»      | Ярослав Лодигін / Олександр Березань |
| 3-тя (2019) | • Михайло Закуцький             | «Брама»                                 | Володимир Тихий                      |
| 3-тя (2019) | • Артем Мостовий                | «Бобот та енергія Всесвіту» / «Зрадник» | Максим Ксьонда / Марк Гаммонд        |
| 3-тя (2019) | • Андрій Рогачов та Борис Петер | «Січень — березень»                     | Юрій Речинський                      |
| 3-тя (2019) | • Олександр Шатківський         | «Коли падають дерева»                   | Марися Нікітюк                       |
| 4-та (2020) | ★Борис Петер                    | «Вулкан»                                | Роман Бондарчук                      |
| 4-та (2020) | • Артем Мостовий                | «Гуцулка Ксеня»                         | Олена Дем'яненко                     |
| 4-та (2020) | • Сергій Степанський            | «Мої думки тихі» / «Додому»             | Антоніо Лукіч / Наріман Алієв        |

## 2020-ті
| Церемонії    | Звукорежисер(и)                        | Фільм                          | Режисер(и)                               |
| ------------ | -------------------------------------- | ------------------------------ | ---------------------------------------- |
| 5-та (2021)  | ★ Ігор Барба, Борис Петер              | «В.Сильвестров»                | Сергій Буковський                        |
| 5-та (2021)  | • Артем Мостовий                       | «Толока»                       | Михайло Іллєнко                          |
| 5-та (2021)  | • Сергій Степанський                   | «Атлантида»                    | Валентин Васянович                       |
| 2022         | не проводилась                         | не проводилась                 | не проводилась                           |
| 6-та (2022)* | ★ Борис Петер                          | «Земля Івана»                  | Андрій Лисецький                         |
| 6-та (2022)* | • Михайло Закутський, Олег Головьошкін | «Стоп-Земля»                   | Катерина Горностай                       |
| 6-та (2022)* | • Сергій Степанський                   | «Із зав'язаними очима»         | Тарас Дронь                              |
| 6-та (2022)* | • Василь Явтушенко                     | «Цей дощ ніколи не скінчиться» | Аліна Горлова                            |
| 7-ма (2023)  | ★ Василь Явтушенко                     | «Бачення метелика»             | Максим Наконечний                        |
| 7-ма (2023)  | • Сергій Степанський                   | «Відблиск»                     | Валентин Васянович                       |
| 7-ма (2023)  | • Сергій Степанський                   | «Памфір»                       | Дмитро Сухолиткий-Собчук                 |
| 8-ма (2024)  | ★ Сергій Авдєєв                        | «Ля Палісіада»                 | Філіп Сотниченко                         |
| 8-ма (2024)  | • Роман Гоменюк, Євген Петрус          | «Довбуш»                       | Олесь Санін                              |
| 8-ма (2024)  | • Андрій Рогачов                       | «Залізні метелики»             | Роман Любий                              |
| 8-ма (2024)  | • Сергій Степанський                   | «Як там Катя?»                 | Крістіна Тинькевич, Катерина Стебновська |